# هاريس تورنر
هاريس تورنر هو سياسي كندي، ولد في 3 أكتوبر 1887 في كندا، وتوفي في 1972. حزبياً، نشط في Progressive Party of Saskatchewan ‏. وقد انتخب عضو المجلس التشريعي من ساسكاتشوان.